# Sahidi Rasam
Sahidi Rasam, alias Saleh (Alkmaar, 17 oktober 1936 - 2 januari 2021), was een Surinaams politicus en ambassadeur. Hij was in de jaren 1970 Statenlid en was van 2002 tot 2005/2006 de eerste ambassadeur op de Surinaamse ambassade in Indonesië.

## Biografie
Sahidi Rasam werd geboren in Alkmaar in Commewijne. Omdat zijn ouders van elkaar scheidden, bracht hij zijn jeugd op verschillende plaatsen door, waaronder in Paramaribo en La Vigilantia bij Paranam. Tijdens zijn kinderjaren was hij weg van het Javaanse poppenspel wajang, evenals voetballen en knikkeren. Hij begon pas op zijn achtste met de lagere school en werkte zich gedurende zijn leven op als boekhouder en slaagde onder meer voor het diploma MBA.
Hij werd ook wel Saleh genoemd en werkte voor de SLM, toen Ferdinand Karsowidjojo door formateur Jagernath Lachmon gezien werd als de beoogd minister van Binnenlandse Zaken. In een vergadering van de Sarekat Rakjat Indonesia (SRI) kreeg de politiek onervaren Rasam echter 131 stemmen tegenover Karsowidjojo 48. Via onderhandelingen werd niettemin voor Karsowidjojo gekozen. Rasam stond tijdens de verkiezingen van 1969 op een niet-verkiesbare plaats. Na het overlijden van Toelsie Kanhai trad hij alsnog toe tot de Staten van Suriname. Rasam was bij elkaar dertig jaar actief in de politiek. Zijn grootste voorbeeld vormde prins Diponegoro, die in Indonesië geldt als held in de strijd tegen de Nederlanders. Een ander voorbeeld vormde Soekarno. Tijdens de verkiezingen van 1973 werd hij herkozen en in 1977 opnieuw.
Rasam zat in 1982, tijdens het militaire regime van Desi Bouterse, samen met Paul Somohardjo negen maanden vast, omdat Bouterse ze verdacht van het plegen van een tegencoup tegen hem.
Hij vluchtte in 1983 naar Nederland waar hij met zijn vrouw een eethuisje met de naam Warung Mini begon. In 1985 vloog hij speciaal over naar New York voor de medeorganisatie van een persconferentie, naar aanleiding van een rede van Bouterse voor de Algemene Vergadering van de Verenigde Naties. In deze jaren had hij zitting in het bestuur van de stichting Steun Vrij Suriname. Na de verkiezingen van 1987, die de terugkeer naar de democratie inluidden, wilde hij niet terug uit het besef dat de militairen het in Suriname nog steeds voor het zeggen hadden.
In 2002 verkreeg hij de post van eerste ambassadeur van Suriname in Indonesië, ten tijde van het kabinet-Venetiaan II. Hiervoor werd hij naar voren geschoven door Pertjajah Luhur (PL) onder leiding van Somohardjo. Voor hem betekende deze benoeming een bekroning op zijn werk. Zijn opvolger op deze post werd in 2007 Angelic del Castilho. Zijn ambassadeurschap betekende een van zijn laatste benoemingen, omdat het er bij hem niet in kon dat de PL in 2012 voor de wijziging van de Amnestiewet had gestemd.
Rasam overleed bij de start van het jaar 2021. Hij is 84 jaar oud geworden.